# 미암초등학교
미암초등학교는 대한민국 전라남도 영암군에 있는 공립 초등학교이다.

## 학교 연혁
- 1936년 4월 9일: 미암공립보통학교 개교
- 1965년 11월 15일: 미두분교장 설립
- 1966년 10월 29일: 신호분교장 설립
- 1967년 11월 14일 ~ 1992년 3월 1일: 미산초등학교 (구 미두분교장)
- 1970년 3월 1일 ~ 2009년 3월 1일: 미암서초등학교 (구 신호분교장)
- 1996년 3월 1일: 미암초등학교 개칭
- 2015년 9월 1일: 김해운 교장선생님 부임

## 참고 자료
- 미암초등학교 - 한국교육학술정보원 학교알리미